# Linda b. Weida
Linda b. Weida ist eine Gemeinde im thüringischen Landkreis Greiz. Sie gehört zur Verwaltungsgemeinschaft Ländereck.

## Geographie

### Geographische Lage

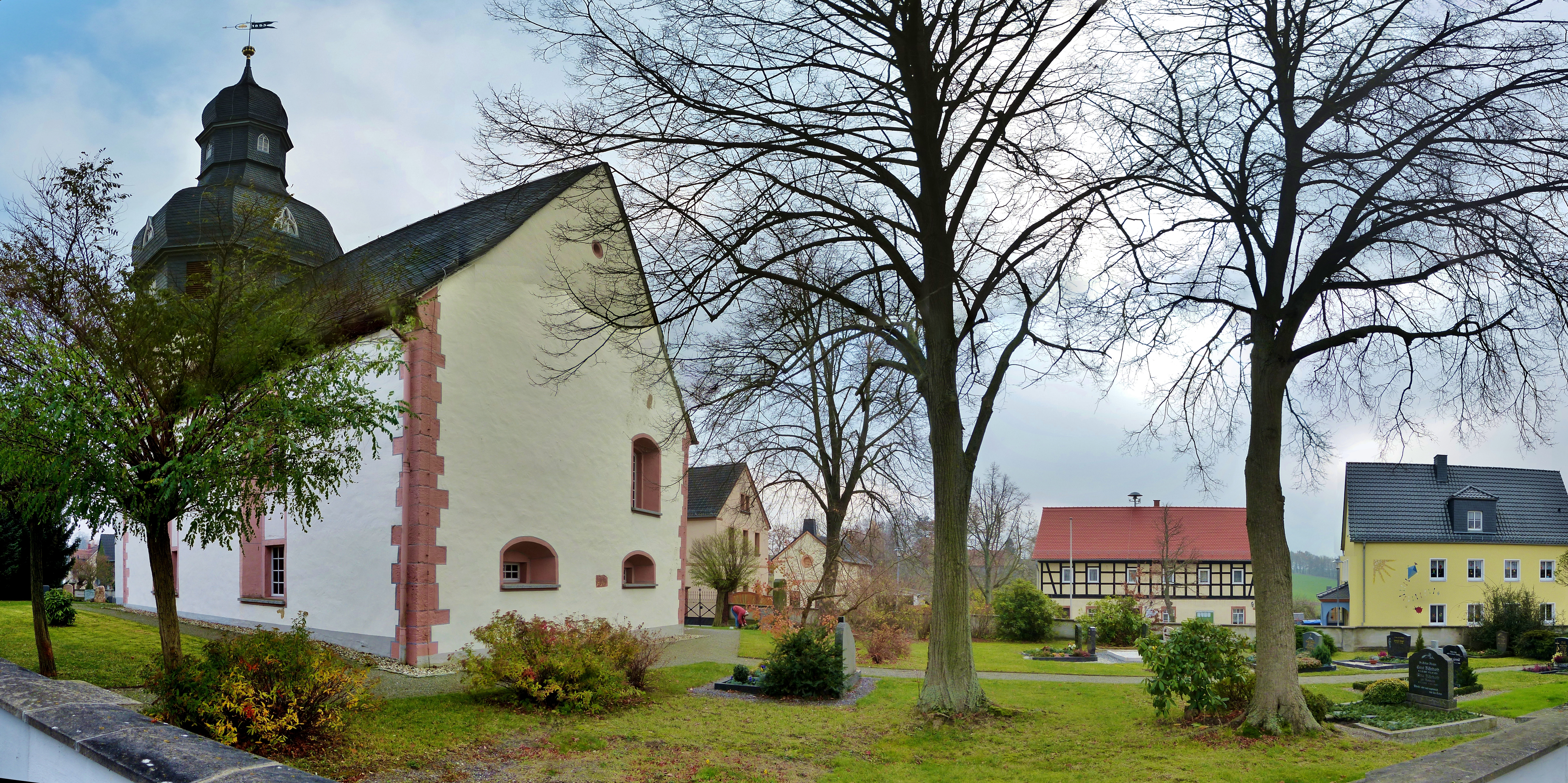
Die Kirche in Linda

Linda liegt im Ronneburger Acker- und Bergbaugebiet. Das Gemeindegebiet wird überwiegend landwirtschaftlich genutzt, nur im Süden befinden sich kleinere Waldflächen und ein Wasserspeicher, der zum Fuchsbach hin und weiter zur Weißen Elster entwässert. Am nördlichen Gemeinderand verläuft die Wipse, die unweit der Gemeindegrenze im Erlicht entspringt und bei Gera-Liebschwitz in die Elster mündet. Im nordöstlichen Gemeindegebiet befindet sich die regionale Wasserscheide zwischen der Weißen Elster und der Pleiße. Die nächsten Städte sind Ronneburg (6 km nördlich), Berga/Elster (7 km südlich), Weida (10 km südwestlich) und Gera (Stadtzentrum; 12 km nordwestlich).

### Nachbargemeinden
Angrenzende Gemeinden sind Berga-Wünschendorf (Stadt), Braunichswalde, Endschütz, Gauern, Hilbersdorf und Rückersdorf im Landkreis Greiz sowie die kreisfreie Stadt Gera. Gera grenzt mit dem Ortsteil Kleinfalke nur mittelbar an.

### Gemeindegliederung
Linda besitzt mit Pohlen einen einzelnen Ortsteil, der am 1. März 1970 eingemeindet wurde.

## Geschichte
Die Ersterwähnung von Linda erfolgte 1307 in einer Urkunde des Klosters Cronschwitz. Während des Dreißigjährigen Krieges brannten schwedische Truppen im April 1640 zehn Häuser nieder. 1865 suchte eine Choleraepidemie den Ort heim. Um 1900 gab es das „Bad Linda“, als „Mineral- und Moorbad“ bezeichnet. Wahrscheinlich um 1800 wurden Mineral- und Heilwasservorkommen in Linda entdeckt, außerdem Moore. Beide wurden für Heilzwecke genutzt. 1920 wurden die Bauten für den Badebetrieb an die Allgemeine Ortskrankenkasse Erfurt verkauft, die sie als Genesungsheim nutzte. Zu DDR-Zeiten waren in den Baulichkeiten  Kinder- und Altenheime. Bis 1918 gehörte das Dorf zu Sachsen-Altenburg und war seit 1900 dem Landratsamt Ronneburg zugehörig. 1922 ging es an den Landkreis Gera. 1952 gehörte Linda kurzzeitig zum Kreis Schmölln, ging aber noch im selben Jahr an den Kreis Gera-Land.

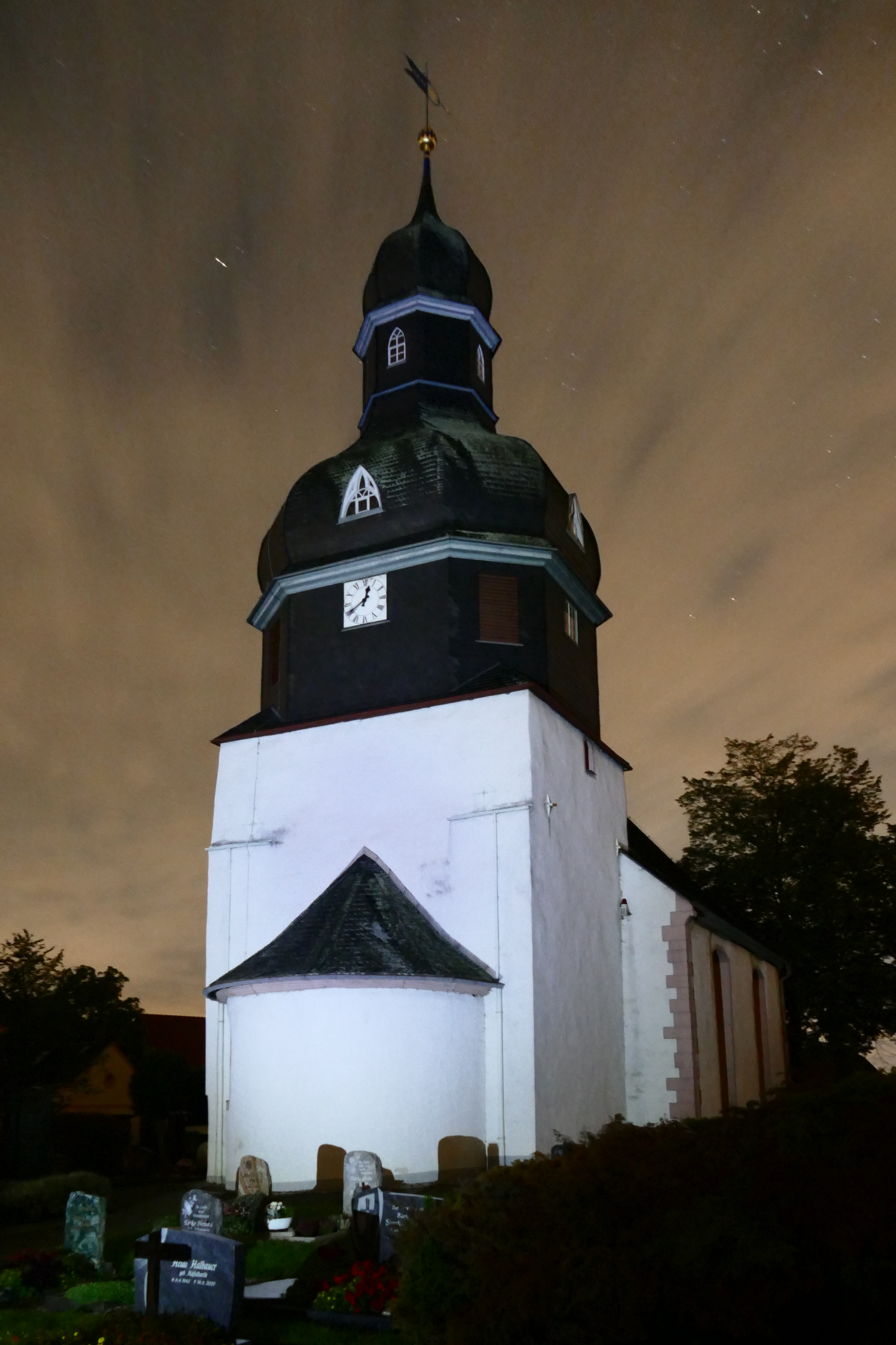
Nachtaufnahme der Dorfkirche, 2022

### Religionen
Linda gehört zum Bistum Dresden-Meißen.
Die evangelisch-lutherische Kirchengemeinde Linda gehört zum Pfarrbereich Großenstein-Baldenhain im Kirchenkreis Altenburger Land der Evangelischen Kirche in Mitteldeutschland. Die evangelische Kirche ist im Kern romanischen Ursprungs. Das Äußere der Kirche ist von verschiedenen Umbauten geprägt.

### Einwohnerentwicklung
1910 lebten in Linda 447 Einwohner, 1933 waren es 467 Einwohner. Für Pohlen werden im selben Jahr genau 100 Einwohner angegeben.

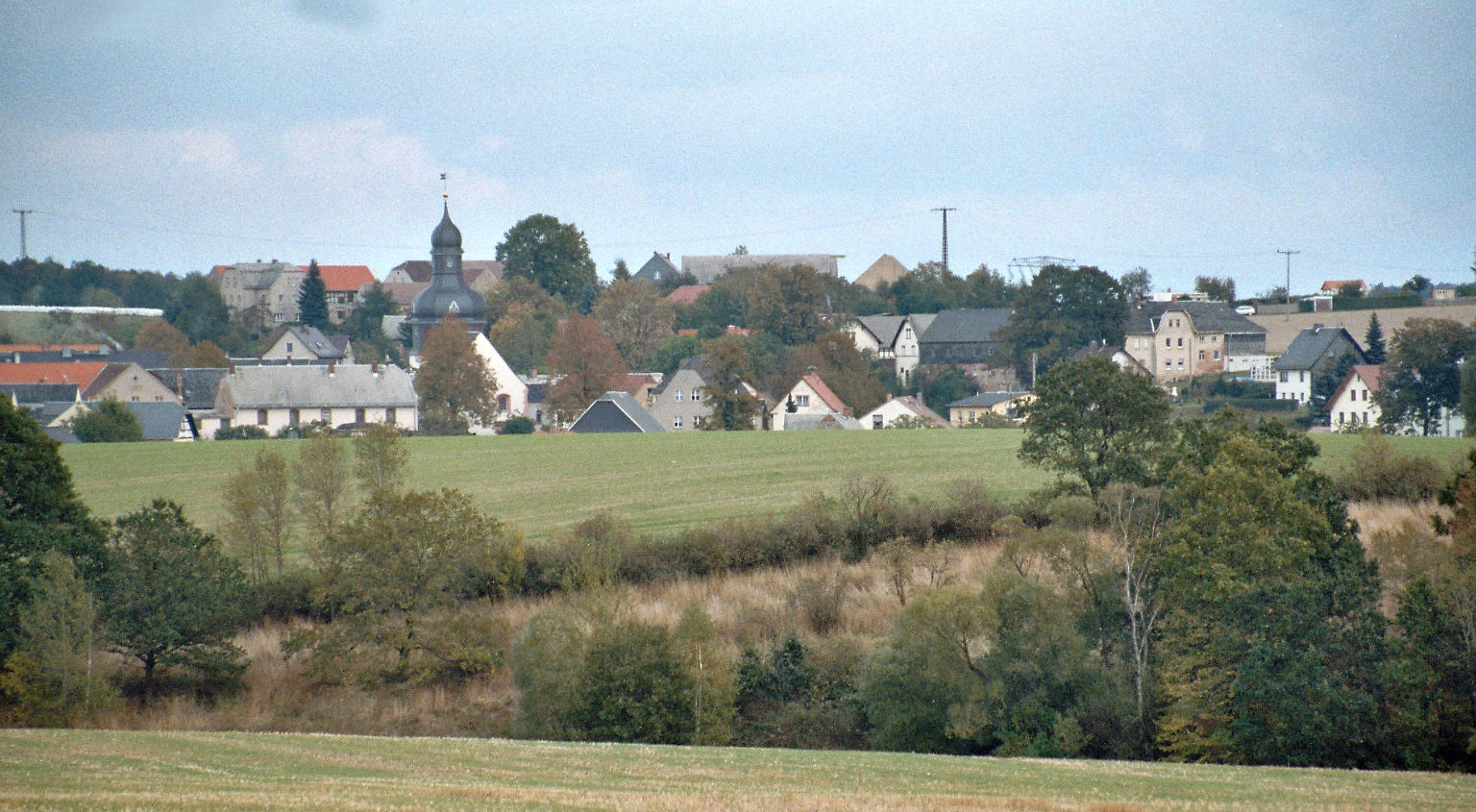
Ortsansicht

Entwicklung der Einwohnerzahl (Stand jeweils 31. Dezember):
| - 1994: 497 - 1995: 516 - 1996: 509 - 1997: 505 - 1998: 503 - 1999: 492 | - 2000: 501 - 2001: 491 - 2002: 491 - 2003: 492 - 2004: 473 - 2005: 473 | - 2006: 474 - 2007: 476 - 2008: 475 - 2009: 469 - 2010: 462 - 2011: 460 | - 2012: 449 - 2013: 453 - 2014: 440 - 2015: 452 - 2016: 450 - 2017: 440 | - 2018: 445 - 2019: 443 - 2020: 434 - 2021: 425 - 2022: 417 - 2023: 416 |

 Datenquelle: Thüringer Landesamt für Statistik

## Politik

### Gemeinderat

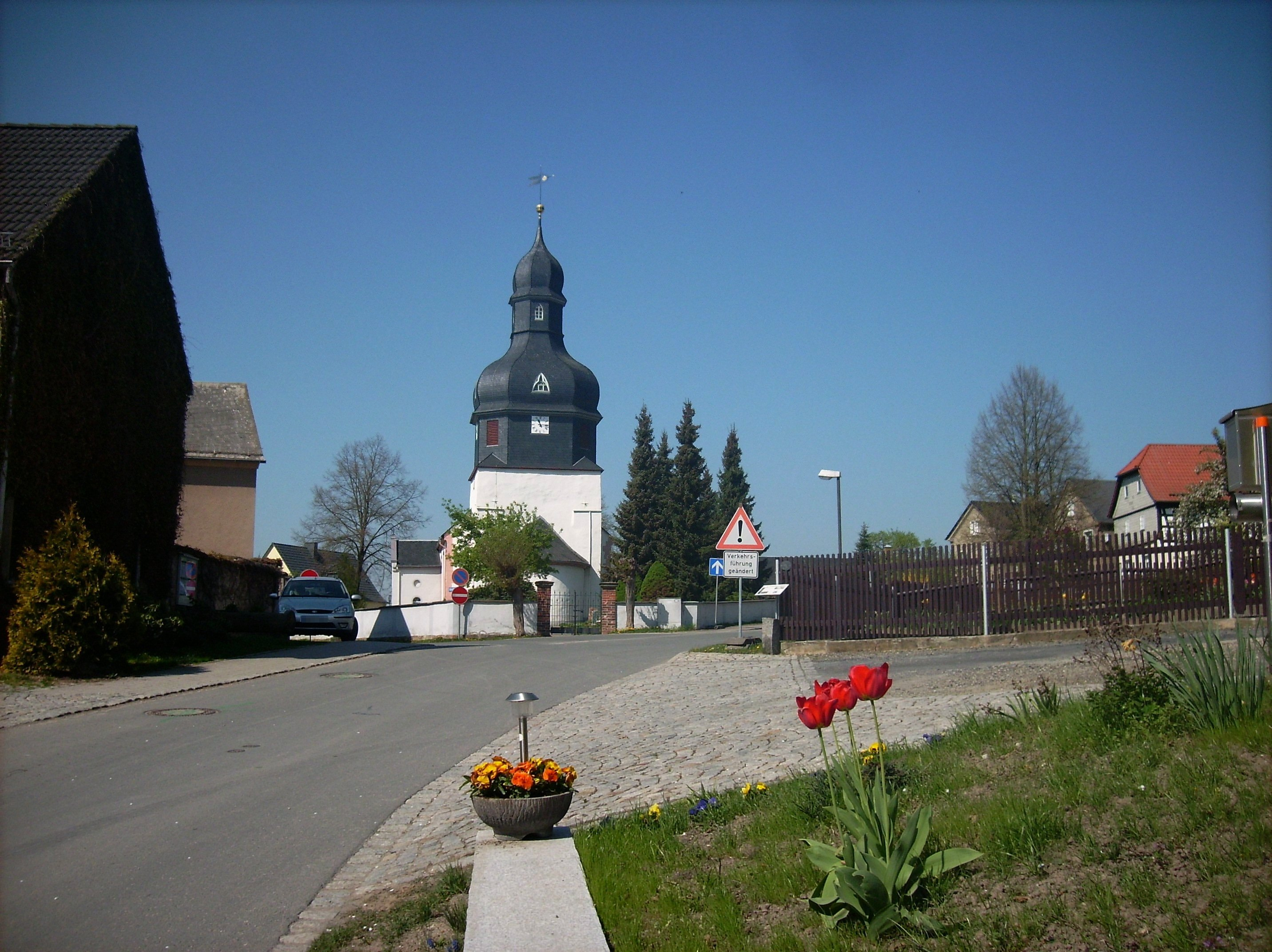
An der Kirche in Linda

Der Gemeinderat wurde bei der Kommunalwahl vom 26. Mai 2019 in einer Mehrheitswahl bestimmt. Die sechs Gemeinderatsmitglieder sind in der gemeinsamen Liste der Sportgruppe Linda und der Freiwilligen Feuerwehr Linda zusammengeschlossen. Die Wahlbeteiligung lag bei 79,2 % und somit um 12,5 % höher als 2019.

### Bürgermeister
Die Bürgermeisterwahl 1994 gewann Adele Stephan von der CDU mit 81,5 % der gültigen Stimmen. 
Bei der Stichwahl am 27. Juni 1999 unterlag sie Rainer Merkel, der 68,0 % der Stimmen erhielt.
Rainer Merkel trat 2004 für die CDU an und wurde mit 84,6 % der Stimmen im Amt bestätigt.
Bei der Wahl am 6. Juni 2010 setzte sich im ersten Wahlgang Alexander Zill (SG Linda/FFW Linda) mit 69,9 % der Stimmen gegen Rainer Merkel durch.
Am 5. Juni 2016 trat der Amtsinhaber Alexander Zill erneut an und wurde mit 95,3 % der Stimmen im Amt bestätigt. Die Wahlbeteiligung lag bei 65,0 %.
Zur Wahl am 8. Mai 2022 wurde der Amtsinhaber Alexander Zill mit 98,3 % der Stimmen erneut im Amt bestätigt. Die Wahlbeteiligung lag bei 73,4 %.

## Wirtschaft und Infrastruktur
Linda liegt an der Landesstraße L 1082 von Rückersdorf nach Pohlen. In Pohlen setzt sich die Straße als L 2321 nach Gera-Unterröppisch fort. Die L 2336 verbindet Linda mit Berga. Kreisstraßen verbinden Pohlen mit Endschütz und Rußdorf, eine schmale Ortsverbindungsstraße mit Betonfahrbahn führt von Linda nach Braunichswalde. An Werktagen außer an Samstagen verkehrt die Buslinie 219 Gera–Wünschendorf–Linda–Wolfersdorf–Seelingstädt der RVG Regionalverkehr Gera/Land. Seit 1956 führt die Bahnstrecke Seelingstädt–Paitzdorf der Wismut-Werkbahn durch das Gemeindegebiet. Seit Einstellung des Reiseverkehrs auf der Bahnstrecke Wünschendorf–Werdau befindet sich der nächste Zugang zum Schienenpersonennahverkehr in Wünschendorf/Elster.

### Wasserver- und Abwasserentsorgung
Die Gemeinde Linda ist Mitglied im Zweckverband Wasser / Abwasser Mittleres Elstertal. Dieser übernimmt für die Gemeinde die Trinkwasserversorgung und Abwasserentsorgung.